# Кузнечиха (приток Вожбала)
Кузнечиха — река в России, протекает в Вологодской области, в Тотемском районе. Устье реки находится в 5 км по правому берегу реки Вожбал. Длина реки составляет 22 км.
Исток находится в 15 км к северо-западу от посёлка Красный Бор (Муниципальное образование «Калининское») и в 41 км к юго-западу от Тотьмы. Кузнечиха течёт по лесному массиву на юго-восток, крупных притоков и населённых пунктов нет. Впадает в Вожбал пятью километрами выше посёлка Красный Бор и устья Вожбала.

## Данные водного реестра
По данным государственного водного реестра России относится к Двинско-Печорскому бассейновому округу, водохозяйственный участок реки — Северная Двина от начала реки до впадения реки Вычегда, без рек Юг и Сухона (от истока до Кубенского гидроузла), речной подбассейн реки — Сухона. Речной бассейн реки — Северная Двина.
Код объекта в государственном водном реестре — 03020100312103000008084.